# Schloss Wehrden

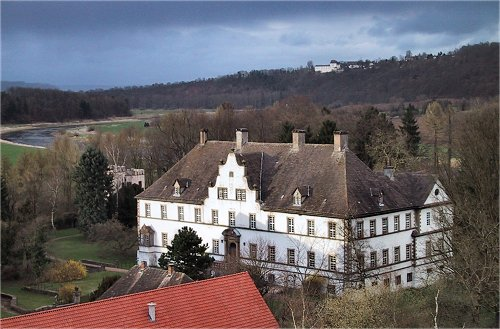
Schloss Wehrden (links vom Schloss der Annette- oder Drosteturm, im Hintergrund über der Weser Schloss Fürstenberg)

Das Schloss Wehrden ist ein denkmalgeschütztes Barockschloss in Wehrden, einer Ortschaft der Stadt Beverungen im Kreis Höxter (Nordrhein-Westfalen). 
Zur Schlossanlage gehört ein weitläufiger Gutshof mit Taubenhaus und ein rund 2 Hektar großer Historischer Landschaftspark. Bemerkenswert sind im Frühjahr zur Blütezeit die alten Magnolien und Tulpenbäume.

## Geschichte und Architektur

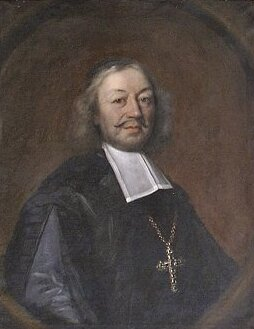
Hermann Werner von Wolff-Metternich zur Gracht

Der Fürstbischof von Paderborn Hermann Werner von Wolff-Metternich zur Gracht ließ das Herrenhaus ab 1696 von Ambrosius von Oelde auf den Resten eines älteren Gräftenschlosses errichten. Das Säulenportal in der elfachsigen Hauptfront ist über eine Freitreppe begehbar. Der zierlich geschweifte Giebel über den drei mittleren Fensterachsen stammt aus dem 19. Jahrhundert. Die Ausflucht am Herrenhaus ist aus zusammengebrachten Spolien aufgebaut. An der Rückfront sind zweiachsige, ursprünglich eingeschossige Eckpavillons mit sich durchkreuzenden Satteldächern vom Ende des 18. Jahrhunderts aufgestockt worden.
Im Park steht ein im Kern mittelalterlicher polygonaler Turmbau von 1615, der 1696 umgestaltet wurde. Die Zinnen wurden später erneuert. Während der Bauarbeiten des Schlosses wohnte der Bauherr Hermann Werner von Wolff-Metternich zur Gracht im Turm. Später wurde der sogenannte Annette- oder Drosteturm gern von der Dichterin Annette von Droste-Hülshoff genutzt, wenn sie ihre Stief-Tante Freifrau Dorothea von Wolff-Metternich (geb. Freiin von Haxthausen) in Wehrden besuchte. Zahlreiche Reisen führten sie zwischen 1818 und 1843 nach Wehrden. Die bekannte deutsche Dichterin schrieb hier eine ihrer schönsten Balladen, welche dem Fürstbischof Hermann Werner gewidmet wurde: Der Fundator.

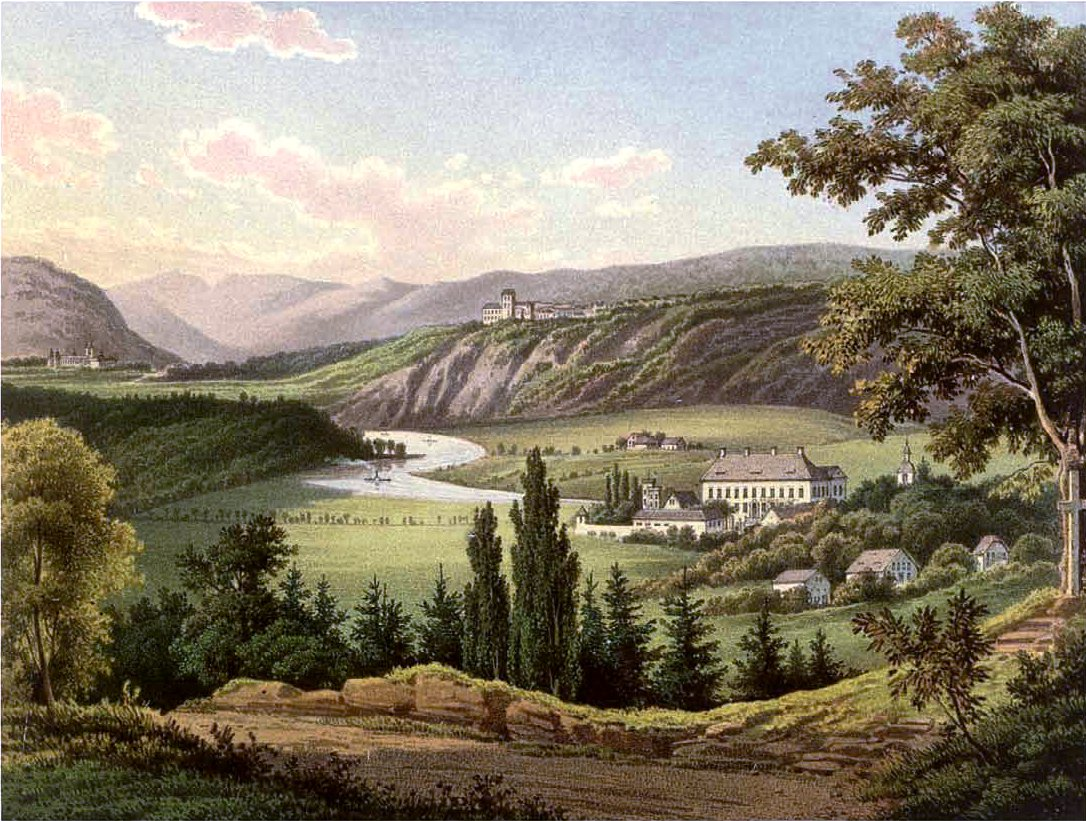
Schloss Wehrden um 1860, Sammlung Alexander Duncker

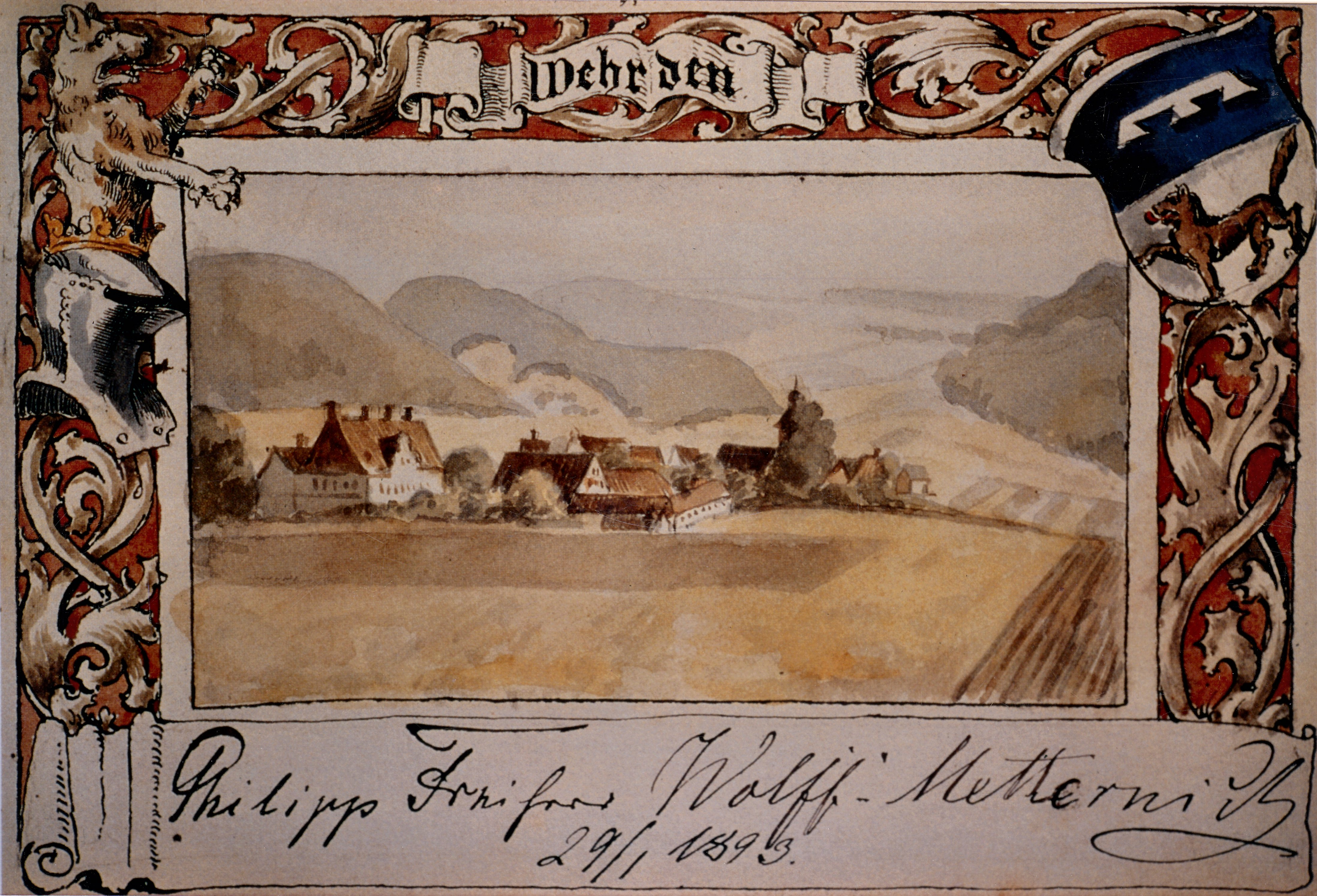
Schloss und Gut Wehrden 1893 aus nordwestlicher Sicht

Von 1968 bis 1980 wurde das Schloss als Internat Weserberglandschule Schloss Wehrden genutzt. In dieser Zeit waren oft Künstler, wie u. a. der österreichische Violinist Luz Leskowitz oder der Göttinger Pianist Gerrit Zitterbart, zu Gast für ein Privat-Konzert.
In den 1990er Jahren zog ein Fürsorge- und Gesundheitsverein mit einem Heim für schwer erziehbare Kinder ins Schloss, dabei nahm das Gebäude großen Schaden. Die Restaurierungsarbeiten dauern bis heute an, so wurde 2018 die Schloss-Bibliothek – die sich im ehemaligen Schlafzimmer des Fürstbischofs befindet – Buch für Buch aufwendig gereinigt und das Deckengemälde darüber restauriert. Hierbei wurden die Eigentümer von der Deutschen Stiftung Denkmalschutz, dem Landschaftsverband und der Bezirksregierung unterstützt.
Jetzt sind im Schloss exklusive Mietwohnungen sowie ein »Trauzimmer« und auf dem Gutshof ein Festsaal für Events, wie dem Herbst-Cocktail.
Seit 1990, jeweils am letzten Wochenende im Oktober, werden in den historischen Räumen von Schloss Wehrden und in den restaurierten Gutsscheunen hochwertige Waren angeboten.
Die historischen Räume des Schlosses können von Gruppen nach Vereinbarung besichtigt werden. Diese können auch für private Feste und geschäftliche Veranstaltungen genutzt werden. In Zusammenarbeit mit dem Standesamt der Stadt Beverungen steht das prunkvolle Ledertapetenzimmer für Trauungen zur Verfügung.
Zudem ist das Schloss Wehrden auch einer der Veranstaltungsorte des jährlichen Literatur- und Musikfestivals Ostwestfalen „Wege durch das Land.“
Ab 2002 wurde der Schlosspark nach alten Originalplänen wieder instand gesetzt. Im Park stehen einige, sehr alte, markante Solitärbäume wie Ginkgo, Süntel-Buche, Hainbuche, Hänge-Rotbuche, Lorbeereiche, Sommerlinde, Kastanie, Schwarznuss, Magnolien und Tulpenbäume, sowie mehrere Pyramiden-Stieleichen. Drei Bäume sind als Naturdenkmale ausgewiesen.
Das Gut und Schloss blieb im Besitz der freiherrlichen Linie derer von Wolff-Metternich. Philipp Freiherr von Wolff-Metternich verlegte seinen Wohnsitz 1955 in das drei Kilometer entfernte Schloss Amelunxen. Dort leben auch die heutigen Besitzer der beiden Güter, seine Tochter Andrea und ihr Ehemann Alexander von Köckritz sowie deren Tochter Louisa und ihr Ehemann Constantin Freiherr von Weichs zur Wenne.
Zwischen Schloss und Ort Wehrden liegt die 1696 von Ambrosius von Oelde im Barockstil errichtete katholische Pfarrkirche Heilige Familie und St. Stephanus. An der Nordseite der Kirche ist seit 1853 das Erbbegräbnis der freiherrlichen Familie von Wolff-Metternich.

## Die Parkanlagen

### Alter Schlosspark

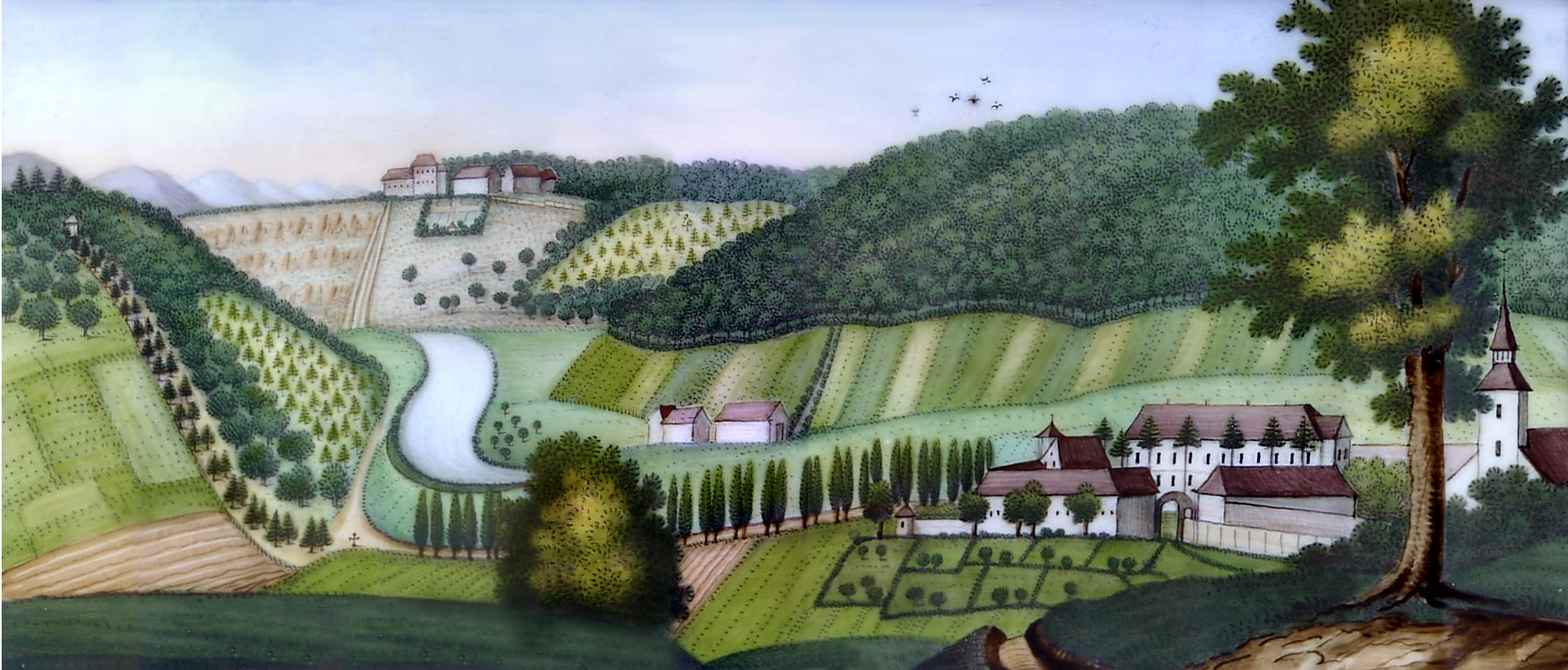
Wehrden mit Weser und Fürstenberg, alte Ansicht auf Porzellan

Möglicherweise gab es schon im Jahre 1696 bei der Errichtung des Schlosses einen Park, die älteste Abbildung ist jedoch erst auf einer Flurkarte aus der Zeit um 1730 zu finden. Hier erkennt man, dass der Schlosspark von einer hohen Mauer umgeben war. In dieser Mauer befanden sich zwei kleine Tore, durch die man über je eine kleine Treppenanlage an die Weser gelangte. 
Eine Karte aus dem Jahr 1810 zeigt den ursprünglichen Zustand als Barockpark. Auf der Fläche des späteren neuen Schlossparks war hier noch eine Wiese.

### Neuer Schlosspark
Anlässlich ihrer Silberhochzeit gaben Philipp Freiherr von Wolff-Metternich und seine Frau Mathilde, die Urgroßmutter der heutigen Eigentümerin, im Jahre 1895 dem Gartenarchitekten Friedrich Schulz aus Köln den Auftrag, den vorhandenen Park im Stil eines englischen Landschaftsgarten in Richtung Weser zu erweitern.
Schulz, der sich als kaiserlich russischer Hofgärtner bezeichnete, ließ die Mauer entlang des Weserflutgrabens bis auf die Fundamente abtragen, um den alten und den neuen Park verschmelzen zu lassen. Das Wegenetz legte er, entsprechend der Lenné-Meyerschen Lehre, mit Krümmungen, weit schwingenden Bögen und unterschiedlichsten Windungen an. Dabei spielen Sichtachsen vom Schloss und vom Droste-Hülshoff-Turm zur Weser und umgekehrt eine wichtige Rolle.
Durch geschickt angeordnete Baumgruppen und Sträucher schuf er Räume, die sich dem Betrachter beim Flanieren öffnen.
Durch die Aufforstung nach dem Zweiten Weltkrieg wurde es lange still im neuen Schlosspark. Erst die Diplomarbeit eines Studenten der Universität Paderborn, Abteilung Höxter, brachte eine Fülle von Erkenntnissen zu Tage und weckte den Wunsch nach Wiederherstellung. Im Jahre 2000 beschlossen die Stadt Beverungen und die Eigentümerin Andrea von Köckritz, geb. Freiin von Wolff-Metternich, die Restaurierung des Wehrdener Schlossparks im Rahmen der Expo-Initiative Gartenlandschaft Ostwestfalen-Lippe durchzuführen und ihn für dreißig Jahre der Öffentlichkeit zur Verfügung zu stellen.
Mit seinen zehn Naturdenkmalen, von denen sich mit der alten Hainbuche eines im öffentlichen Teil befindet, präsentiert sich der Park nach der Fertigstellung der Restaurierungsarbeiten wieder im alten Glanz.
Der „Neue Park“ ist frei zugänglich. Der „Alte Park“ um das Schloss herum ist ausschließlich den Mietern der Wohnungen vorbehalten, die sich im Schloss, im Turm und in den ehemaligen Wirtschaftsgebäuden befinden. Eine flache Flutmulde trennt den öffentlichen vom privaten Parkteil.
Direkt am Schlosspark Wehrden vorbei führt der Weser-Radweg (R 99).